# Desa Cipayung (administrativ by i Indonesien, Jawa Barat, lat -6,30, long 107,22)
Desa Cipayung är en administrativ by i Indonesien.   Den ligger i provinsen Jawa Barat, i den västra delen av landet, 40 km öster om huvudstaden Jakarta.